# Congreso Europeo de Religiones Étnicas
El Congreso Mundial de Religiones Étnicas es una organización mayormente neopagana, fundada en Vilna en 1998 y que ha realizado congresos en países diversos, incluyendo Jaipur, India (2006). 
Entre 1998 y 2010 se denominó Congreso Mundial de Religiones Étnicas. Las conferencias de 2006 y 2009 se llevaron a cabo en India, en el espíritu de colaboración entre el neopaganismo occidental y el hinduismo. La intención de un alcance mundial era «más un sueño que una realidad», ya que el congreso estaba formado principalmente por representantes de movimientos neopaganos en Europa. Para reflejar esto, la organización pasó a llamarse «Congreso Europeo de Religiones Étnicas» en 2010. El congreso fue un evento anual hasta 2010 y desde entonces se ha celebrado cada dos años.

## Miembros
| - Romuva, Lituania - Dievturi, Letonia - Rodzima Wiara, Polonia - Asatrufelagið, Islandia - Forn Siðr, Dinamarca - Concejo Superior Nacional de los Helenos, Grecia - Diipetes, Grecia | - Association Domus, Francia - Werkgroep Traditie, Bélgica - Eldaring, Alemania - Foreningen Forn Sed, Noruega - Associazione Tradizionale Pietas, Italia - Pravoslavya, Ucrania - Vishva Hindu Parishad, India |

## Congresos
| - Vilna (1998) - Telsiai (1999) - Bradesiai (2000) - Vilna (2001) - Vilna (2002) - Vilna (2003) | - Atenas (2004) - Amberes (2005) - Jaipur (2006) - Riga, Jūrmala y Sigulda (2007) - Poznań y Głogów (2008) - Nagpur (2009) |